# Апертура 2011 (Сальвадор)
Апертура 2011 (исп. Torneo Apertura 2011) — первая половина 78-го сезона чемпионата Сальвадора по футболу.

## Участники
| Команда                | Город                |
| ---------------------- | -------------------- |
| Исидро Метапан         | Метапан              |
| Онсе Мунисипаль        | Ауачапан             |
| ФАС                    | Санта-Ана            |
| Луис Анхель Фирпо      | Усулутан             |
| Агила                  | Сан-Мигель           |
| Альянса                | Сан-Сальвадор        |
| Атлетико Марте         | Сан-Сальвадор        |
| Хувентуд Индепендьенте | Сан-Хуан-Опико       |
| УЭС                    | Сан-Сальвадор        |
| Виста Эрмоса           | Сан-Франциско Готера |

## Турнирная таблица
| М  | Команда                | И  | В  | Н | П  | Мячи    | ±   | О  | Примечания     |
| -- | ---------------------- | -- | -- | - | -- | ------- | --- | -- | -------------- |
| 1  | Исидро Метапан         | 18 | 11 | 3 | 4  | 32 − 21 | +11 | 36 | Финальная фаза |
| 2  | ФАС                    | 18 | 9  | 5 | 4  | 24 − 17 | +7  | 32 | Финальная фаза |
| 3  | Онсе Мунисипаль        | 18 | 8  | 6 | 4  | 29 − 20 | +9  | 30 | Финальная фаза |
| 4  | Агила                  | 18 | 8  | 5 | 5  | 34 − 26 | +8  | 29 | Финальная фаза |
| 5  | Луис Анхель Фирпо      | 18 | 8  | 5 | 5  | 31 − 27 | +4  | 29 |                |
| 6  | Альянса                | 18 | 6  | 6 | 6  | 18 − 17 | +1  | 24 |                |
| 7  | Атлетико Марте         | 18 | 6  | 5 | 7  | 21 − 21 | 0   | 23 |                |
| 8  | Хувентуд Индепендьенте | 18 | 5  | 2 | 11 | 18 − 30 | −12 | 17 |                |
| 9  | УЭС                    | 18 | 2  | 8 | 8  | 15 − 29 | −14 | 14 |                |
| 10 | Виста Эрмоса           | 18 | 1  | 7 | 10 | 11 − 25 | −14 | 10 |                |

И — игры, В — выигрыши, Н — ничьи, П — проигрыши, Мячи — забитые и пропущенные голы, ± — разница голов, О — очки

## Финальная фаза

### Полуфиналы
Первые матчи были проведены 3—4 декабря, а ответные состоялись 10—11 декабря.
| Команда 1       | Итог | Команда 2         | 1-й матч | 2-й матч |
| --------------- | ---- | ----------------- | -------- | -------- |
| Исидро Метапан  | 6:3  | Луис Анхель Фирпо | 3:3      | 3:0      |
| Онсе Мунисипаль | 3:1  | ФАС               | 1:0      | 2:1      |

### Финал
| Исидро Метапан | 1:0 (0:0) | Онсе Мунисипаль |
| -------------- | --------- | --------------- |
| Суарес 51′     | Отчёт     |                 |

| Чемпион Сальвадора (Апертура) 2011 |
| ---------------------------------- |
| Исидро Метапан в 6-й раз           |